# Семёнов, Виктор Юрьевич
Виктор Юрьевич Семёнов (16 июня 1966) — советский и казахстанский футболист, защитник, полузащитник. Казахстанский футбольный тренер.
В первенстве СССР играл в низших лигах за команды СКИФ Алма-Ата (1988) и «Спартак»/«Кокшетау» Кокчетав (1990—1991). Выступал в высшей (1992—1993, 1996, 1999—2000) и первой (1994—1995, 1998, 2000) лигах Казахстана в составе клубов «Кокшетау»/«Кокше»/«Акмола» Кокчетав (1992—1993, 1993—1996), «Шахтёр» Караганда (1993), «Есиль» Петропавловск (1998).
В 2002—2003 годах — тренер в «Есиле»/«Окжетпесе» Кокчетав. В 2005—2009, 2010, 2011 — тренер в «Актобе» Актюбинск. С начала 2012 года — тренер в «Окжетпесе», в марте — мае провёл семь матчей в качестве исполняющего обязанности главного тренера. С сентября 2012 до конца сезона 2012/13 — главный тренер команды второго российского дивизиона «Олимпия» Волгоград. В июне — ноябре 2013 — тренер в воронежском «Факеле». С 2015 года — тренер в «Окжетпесе». 20 мая 2017 года провёл гостевую игру против «Тобола» Костанай в качестве и. о. главного тренера. Вскоре перешёл в «Актобе», где работал тренером до конца 2018 года.